# Albion (Nebraska)
Albion település az Amerikai Egyesült Államok Nebraska államában, Boone megyében, melynek megyeszékhelye is. Lakosainak száma 1699 fő (2020. április 1.).

## Népesség
A település népességének változása:

| 2010 | 1 650 |
| 2020 | 1 699 |